# Детерминанта
Детерминанта в алгебрата е функция, съпоставяща на квадратна матрица над комутативен пръстен с единица K елемент от пръстена – многочлен, в който всеки едночлен е произведение от по един множител от всеки ред и стълб на матрицата с определен знак в зависимост от четността на пермутацията от елементи.
Детерминантата е важна характеристика на матриците с разнообразно приложение в линейната алгебра, комплексния и функционалния анализ, аналитичната и диференциалната геометрия и др.

## Начини за изчисляване
По дефиниция детерминантата на една матрица е равна на:
{\displaystyle \left|A\right|=\sum (-1)^{t}a_{1i}a_{2j}\ldots a_{nk}}
където t е броят на инверсиите в пермутацията (i, j, ..., k).
Чрез изваждане пред скоби на даден елемент aij в скобите остава съответното адюнгирано количество Aij. Съгласно теоремата на Лаплас детерминантата може да се развие по произволен ред i или по стълб j:
{\displaystyle \left|A\right|=\sum _{k=1}^{n}a_{ik}A_{ik}=\sum _{k=1}^{n}a_{kj}A_{kj}}
При матрица 2 × 2, формулата за намиране на детерминанта е:
{\displaystyle {\begin{aligned}|A|={\begin{vmatrix}a&b\\c&d\end{vmatrix}}=ad-bc.\end{aligned}}}
Ако имаме матрица A – 3 × 3, намираме детерминантата |A| така:
{\displaystyle {\begin{aligned}|A|={\begin{vmatrix}a&b&c\\d&e&f\\g&h&i\end{vmatrix}}&=a\,{\begin{vmatrix}e&f\\h&i\end{vmatrix}}-b\,{\begin{vmatrix}d&f\\g&i\end{vmatrix}}+c\,{\begin{vmatrix}d&e\\g&h\end{vmatrix}}\\&=aei+bfg+cdh-ceg-bdi-afh.\end{aligned}}}
Всяка детерминанта на матрица 2 × 2 се нарича минор на матрицата. Същата процедура може да се използва, за да се намери детерминантата на матрица 4 × 4, 5 × 5 и така нататък.

## Свойства
Ако стълбовете на матрицата се разглеждат като вектори от линейно пространство, то антисиметричната полилинейна форма D върху пространството M, която приема стойност единица върху базисните вектори на пространството, е детерминанта. Такова определение е коректно, защото съществува единствена такава форма.
- Ако ред (стълб) от матрицата се умножи с число, то детерминантата се умножава със същото.
- Ако се разменят местата на два реда, детерминантата мени знака си.
- Ако ред се умножи с число и се прибави към друг ред, детерминантата не се променя.